# Totila

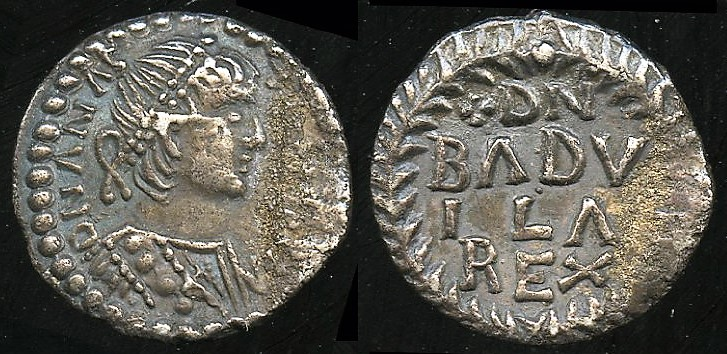
Unter Totila in Pavia (?) geprägte Münze mit der Abbildung des bereits 518 verstorbenen Kaisers Anastasius, Avers: „D N ANAS“, Revers: „D N / BADV / ILA REX“ (‚Unser Herr, König Baduila‘)

Totila (auch bekannt unter dem Namen Baduila; † nach 30. Juni 552 bei Taginae, Umbrien) war von 542 bis zu seinem Tod rex bzw. König der Ostgoten. Nach einigen Siegen in Norditalien zog er nach Süden, eroberte im April 543 nach längerer Belagerung die Stadt Neapel, verschonte die Einwohner und beherrschte bald ganz Süditalien. Im Dezember 546 gelang ihm die Einnahme Roms. Er bemühte sich daraufhin vergeblich, Friedensverhandlungen mit Justinian einzuleiten und seine Anerkennung als Herrscher Italiens durch den oströmischen Kaiser zu erreichen. Schon 547 gelang Belisar die Rückeroberung Roms. In der Außenpolitik erlitt Totila einen weiteren Rückschlag durch die Weigerung des Merowingerkönigs Theudebert I., ein Heiratsbündnis mit ihm einzugehen. Im Januar 550 vermochte der Ostgotenkönig Rom zum zweiten Mal in seine Hand zu bringen. Er ließ die Stadt wiederbevölkern und propagierte das Projekt einer gotisch-römischen Koexistenz. Zwei Jahre später schickte Justinian eine starke Streitmacht unter Führung des Feldherrn Narses gegen Italien. Totila zog daraufhin gegen Narses und  fiel im Sommer 552 in der Schlacht von Busta Gallorum.

## Leben

### Herkunft, frühes Leben und Erhebung zum König
Totila war ein Neffe des kurzzeitigen Ostgotenkönigs Hildebad und gehörte nicht zum Geschlecht der Amaler, der früheren Herrscherfamilie. Jedoch war er Mitglied einer sehr angesehenen gotischen Familie. Nach den verheerenden Niederlagen gegen den oströmischen Feldherrn Belisar in der ersten Phase des Gotenkrieges und der Gefangennahme ihres rex Witiges 540 war es den Ostgoten mit Mühe gelungen, nördlich des Flusses Po einen kleinen Machtbereich zu bewahren. Etwa im Mai 541 wurde Witigis’ Nachfolger Hildebad nach wenigen Monaten ermordet. Daraufhin gelangte der Rugier Erarich auf den ostgotischen Königsthron. Totila war zu diesem Zeitpunkt erst ein junger Mann und gotischer Kommandant von Treviso. Er war wohl ärgerlich über Erarichs Erhebung und verhandelte mit dem byzantinischen Befehlshaber Constantin von Ravenna über die Übergabe von Treviso und dessen gotischer Besatzung. Viele Goten waren indessen mit Erarich nach wenigen Monaten seiner Herrschaft unzufrieden und boten Totila die Königswürde an. Dieser verlangte, dass zuerst Erarich beseitigt werden müsse. Nach Erfüllung dieser Bedingung wurde Totila wohl Ende 541 zum rex ausgerufen.

### Der Kampf gegen Ostrom und die erfolgreichen ersten Jahre
Das Ziel Totilas war es, die Politik des oströmischen Kaisers Justinian zu vereiteln, die auf eine Inbesitznahme Italiens und damit auf eine Restauratio imperii hinauslief. Justinian reagierte mit der Ergreifung energischerer Maßnahmen. Seine Feldherren beschlossen in Ravenna, dass 12.000 ihrer Soldaten wohl im Frühjahr 542 Verona erobern und dann Totilas Truppen angreifen sollten. Nach der kurzzeitigen Einnahme Veronas mussten die Oströmer aber wieder abziehen. Totila gliederte die Besatzung Veronas größtenteils in sein Heer ein, überschritt mit 5000 Mann Anfang 542 den Po und schlug die deutlich stärkere oströmische Armee bei Faenza unweit Ravenna. Zahlreiche Gefangene und Feldzeichen fielen in seine Hände. Er erstürmte Städte in der Emilia-Romagna und Umbrien, u. a. Cesena und Urbino, doch gaben die Goten trotz ihres Siegs in der Schlacht von Mucellium über ein oströmisches Heer die zuvor begonnene Belagerung des nahegelegenen Florenz auf.
Totilas Truppen verstärkten sich bald auf etwa 20.000 Mann. Er zog nun unter Umgehung Roms rasch nach Kampanien in Süditalien, besetzte Benevent kampflos und ließ dessen Mauern schleifen. Dann wandte er sich gegen Neapel, erreichte aber aufgrund des Widerstands der 1000 Mann starken oströmischen Garnison unter Konon nicht die Übergabe der Stadt. In der zweiten Jahreshälfte 542 begann Totila die Belagerung Neapels. Der neue Magister militum Demetrios sollte auf dem Seeweg von Sizilien her Getreide und weitere Truppen in das eingeschlossene Neapel bringen, segelte aber zuerst weiter nach Rom, um die dort stationierten Infanteristen an Bord zu nehmen. Seine Rekrutierungsversuche blieben erfolglos. Totila ließ inzwischen eine Flotte erbauen, mit der er Demetrios’ nach Neapel zurückkehrende Schiffe abfing. Viele Soldaten des Demetrios fielen oder gerieten in Gefangenschaft; der Magister militum selbst konnte entkommen. Eine zweite von Sizilien gegen Neapel gesandte oströmische Entsatzflotte wurde durch einen Sturm nahe dem Lager der Goten an Land gespült; ihre Besatzung samt dem Magister militum kam somit in Totilas Gewalt. Schließlich erreichte der Ostgotenkönig, dass ihm die hungernden Neapolitaner etwa im April 543 auf das Versprechen seiner friedlichen Absichten hin die Stadt übergaben. Politisch klug verschonte er die Einwohner und bestrafte nur offene Verräter der gotischen Sache. Der Besatzung gewährte er den Abzug nach Rom; einen Teil der Stadtmauer Neapels ließ er schleifen. Noch während der Belagerung der Stadt hatten gotische Verbände Cumae und andere nahe gelegene feste Stützpunkte erobert. Bis Ende 543 konnte er ganz Süditalien in seinen Besitz bringen.
Somit war der charismatische Totila bereits zu Anfang seiner Regierung sehr erfolgreich und erwies sich als einer der militärisch fähigsten Gegner Justinians. Der oströmische Historiker Prokopios von Caesarea würdigte ihn als einsichtigen, tatkräftigen und unter den Ostgoten hochangesehenen Herrscher, der über eine bei einem „Barbaren“ selten anzutreffende Tugend, die Gabe der Mäßigung, verfüge. Bei seinen Erfolgen profitierte Totila allerdings stark davon, dass Justinians beste Truppen im Orient gebunden waren, wo sie seit 540 einen langwierigen Krieg gegen die Sassaniden unter deren König Chosrau I. zu führen hatten. Ferner musste der oströmische Kaiser starke Truppenverbände zur Sicherung des Balkans einsetzen und sah sich jahrelangen ernsthaften Rekrutierungsproblemen infolge des Wütens der Justinianischen Pest ausgesetzt. Daher verfügten die Generäle des Kaisers in Italien nur über unzureichende Personalressourcen; außerdem litten sie an einem Mangel an Finanzmitteln zur Bezahlung ihrer Soldaten, was zu umfangreichen Desertionen führte. Auch hatten sich die kaiserlichen Funktionäre und Steuereintreiber bei den Unterschichten Italiens unbeliebt gemacht. Totila verstand es geschickt, zahlreiche Provinzialen und Sklaven zur Verstärkung des ostgotischen Heers zu rekrutieren. Aus diesen Bevölkerungsschichten erhielt er regen Zulauf, den er auch benötigte, da viele Angehörige ostgotischer Eliteverbände schon in vor dem Beginn seiner Herrschaft ausgetragenen Kriegen gefallen waren. Der Landbevölkerung versprach Totila, dass sie im Fall der fortwährenden Bezahlung der fälligen Abgaben durch die Zucht seines Heers so gut als möglich von Kriegsschäden verschont blieben. Durch Einziehung der Pachtzinsen und staatlichen Steuern schuf er sich regelmäßige Einnahmen.
In den beiden Jahren nach der Eroberung Neapels führte Totila einen aufwändigen Kleinkrieg, in dem er mühevoll einzelne Festungen eroberte und verschiedene oströmische Truppenkontingente bekämpfte. Um genügend Streitkräfte zur Verfügung zu haben, überließ er den Franken die Region Venetien. 544 zog er gegen Otranto und eroberte Osimo, 545 nahm er Fermo, Ascoli Piceno, Spoleto und Assisi ein. Die Erstürmung Osimos brachte ihm den strategischen Vorteil, dass die oströmischen Heere nicht auf dem Landweg von der von ihnen besetzten Stadt Ravenna nach Rom, das ebenfalls unter ihrer Kontrolle stand, gelangen konnten. Einige stärkere Festungen wie Bologna und Perusia belagerten die Ostgoten dagegen vergeblich. Ferner war Belisar inzwischen nach Italien gesegelt und hatte im Herbst 544 Otranto sowie in der Folge weitere Städte ent- bzw. besetzt. Nach der Eroberung Tivolis durch den Verrat von Isauriern (544) massakrierten die Ostgoten die Einwohner und den Bischof der Stadt. Dieser Vorfall und andere Bluttaten während Totilas Herrschaft brachten ihm den negativen Ruf eines Tyrannen ein.

### Erste Einnahme Roms
Die Einnahme Tivolis ermöglichte Totila aufgrund der Funktion der Stadt als Brückenkopf am Aniene die Sperrung des Wegs für die Lebensmittelzufuhr aus Tuscien nach Rom. In Vorbereitung zur Übernahme der Herrschaft über die Ewige Stadt richtete er 544 einen Brief an den Senat, in dem er die Wohltaten der Regierung von Theoderich dem Großen und dessen Nachfolgern im Gegensatz zur Härte der oströmischen Verwaltung beschrieb. Er erhielt aber keine Antwort. Ferner wirkten Agenten in seinem Sinn auf das Volk von Rom ein, woraufhin die Ausweisung arianischer Priester erfolgte. Der oströmische Kommandant Roms, Bessas, rüstete für eine Belagerung durch die Ostgoten.
Totila gelangte mit seinen Streitkräften im Herbst 545 in die Nähe Roms. Sein Hauptlager errichtete an der Via Portuensis am achten Meilenstein Roms. Bessas verweigerte die Zusammenarbeit mit den Hilfstruppen Belisars, dem oströmischen Oberbefehlshaber in Italien, für ein gemeinsames Vorgehen gegen die Ostgoten, deren Belagerungsring um Rom sich enger zog. Im Hafen von Portus fingen die Truppen Totilas die von Papst Vigilius aus Sizilien nach Rom gesandten Getreideschiffe ab. Totila erreichte die Kapitulation Piacenzas, dessen Stadtmauer geschleift wurde. Wegen der großen Hungersnot in Rom begann der Diakon und spätere Papst Pelagius als Stellvertreter des Vigilius Anfang 546 Verhandlungen mit dem Ostgotenkönig bezüglich eines Waffenstillstands. Bei drei Forderungen wollte Totila nicht nachgeben. Diese betrafen die Bestrafung der Sizilianer für ihre Hilfeleistung an die Römer, den Abbruch der römischen Stadtmauer und die Ablehnung der Auslieferung von ins gotische Lager übergelaufenen Sklaven. Da Totila diese Punkte für unverhandelbar erklärte, scheiterten die Friedensgespräche.
Roms Verbindung zum Meer hatte der Ostgotenkönig mittels zweier über den Tiber gespannter Sperrketten und einem mit zwei Wachtürmen versehenen Holzriegel unterbrochen. Belisar unternahm im Herbst 546 einen Angriff auf dieses Bollwerk, indem er dagegen den Tiber aufwärts mit einigen getreidebeladenen Dromonen unter Führung zweier zusammengebundener Schiffe mit Angriffsturm anfuhr. Am rechten Tiberufer wurde er von Truppen begleitet. Zwar vermochte er Totilas Sperrwall zu zerstören, doch unternahm Bessas befehlswidrig nicht gleichzeitig einen Ausfall. Der in Portus zum Schutz von Belisars Gattin Antonina zurückgebliebene oströmische Kommandant Isaak überfiel mit seinen Reservetruppen ein Lager des Feindes am linken Tiberufer, doch wurden 200 seiner Reiter von den Ostgoten niedergemacht und Isaak selbst gefangen genommen. Im Glauben, seine Gemahlin wäre nun in ostgotische Gefangenschaft geraten, kehrte Belisar nach Portus zurück.
Durch den Verrat isaurischer Wachen konnte Totila schließlich am 17. Dezember 546 in Rom einmarschieren. Durch ein entlegenes Stadttor gelang Bessas, der Getreide für die hungernde Bevölkerung nur gegen Wucherpreise abgegeben hatte, mit seinen Streitkräften sowie vielen Adligen und einfachen Leuten die Flucht. Unter den zurückgebliebenen etwa 500 Einwohnern begannen die ostgotischen Krieger ein Massaker anzurichten, wobei 26 Garnisonssoldaten und 60 Privatleute ihr Leben verloren, doch verbot Totila auf die Bitte des Pelagius weitere Mordtaten. Persönlich konnte der Ostgotenkönig die Tötung der Witwe des neuplatonischen Philosophen Boethius, Rusticiana, verhindern. Seinen Soldaten gestattete er Plünderungen. Den wenigen von ihm angetroffenen und mit demonstrativer Milde behandelten Römern, darunter Frauen und Senatoren, führte er die Wohltaten früherer Gotenkönige gegenüber dem ausbeuterischen oströmischen Regime vor Augen.
In der Folge begab sich eine von dem Diakon Pelagius und dem Anwalt Theodor geleitete Friedensdelegation im Auftrag Totilas zu Justinian und legte diesem die Forderung des Ostgotenkönigs dar, nämlich die Anerkennung von dessen Herrschaft in Italien im Namen des Kaisers. Für den Fall, dass Justinian dieses Begehren ablehne, drohte Totila mit der Zerstörung Roms und der Tötung der Senatoren. Der Kaiser antwortete, dass mit seinem Bevollmächtigten Belisar zu verhandeln sei. Totila ordnete die Abtragung der römischen Stadtmauer an und ließ etliche Gebäude niederbrennen. Auf den Einspruch Belisars änderte er seine Meinung und ließ nur etwa ein Drittel der Umwallung schleifen. Im Februar 547 zog er mit den gefangenen Senatoren und den restlichen Einwohnern Roms nach Kampanien. Dort ließ er die Senatoren in den von den Ostgoten besetzten Städten internieren und ihre Familien sowie die übrigen Römer über das Land verteilen. Zur Beobachtung oströmischer Truppen bezog ein Trupp Ostgoten in einem etwa 20 km von Rom entfernten Kastell Stellung. Die vom antiken Historiker Prokop und einem anonymen Fortsetzer der Chronik des Marcellinus Comes überlieferte Angabe, dass Rom etwa 40 Tage lang menschenleer gewesen sei, wird vom Althistoriker Mischa Meier für übertrieben gehalten.

### Weitere Herrschaft
In Lukanien rekrutierte der römische Großgrundbesitzer Tullianus aus der Landbevölkerung ein Heer und erhob sich gegen Totila. Dieser zog im Frühjahr 547 gegen Tullianus. Andere, von den Ostgoten vergeiselte Großgrundbesitzer überredeten auf Totilas Drängen die Männer des Tullianus zur Rückkehr auf ihre Felder. So erlangte Totila kampflos wieder die Herrschaft über einen Großteil Süditaliens; das feste Otranto konnte er nicht in seinen Besitz bringen. Auf dem Mons Gargarus, einem wichtigen strategischen Punkt in Apulien, errichtete er ein Standlager. Inzwischen eroberten die Oströmer Tarent und Spoleto. Totila seinerseits nahm Acerenza ein und wandte sich gegen Ravenna. Doch Belisar gelang im April 547 die Rückgewinnung des verödeten Roms und ließ dessen Festungswerke ausbessern. Im folgenden Monat unternahm Totila eine erneute Attacke auf die Metropole; drei Sturmversuche blieben aber erfolglos. Er zerstörte daraufhin die meisten über den Aniene führenden Brücken, bezog in Tivoli Stellung und ließ es zum festen Stützpunkt ausbauen.
Nach diesem Misserfolg Totilas entwickelten sich seine weiteren langwierigen Kämpfe gegen die Truppen Justinians immer mehr zu einem Abnutzungskrieg, in dem der oströmische Kaiser trotz erheblicher Rekrutierungsprobleme und anderer Schwierigkeiten langfristig über bedeutend größere Personal- und Materialressourcen verfügen konnte. Die von Totila in Kampanien internierten Senatoren und ihre Familien wurden von oströmischen Truppen befreit. Auch seine Bemühungen, die mächtige Dynastie der Merowinger durch eine von ihm vorgeschlagene Ehe mit der Tochter König Theudeberts I. als Bündnispartner zu gewinnen, schlugen fehl. Der Frankenkönig verweigerte Totila im Jahr 547 die Hand seiner Tochter, indem er auf dessen Unvermögen hinwies, Rom zu halten.
Trotzdem vermochte der Ostgotenkönig noch einmal die Initiative zu ergreifen. So verstärkte er den Belagerungsdruck auf Perugia. Als der oströmische Feldherr Johannes die Stadt Acerenza in Lukanien belagerte, zog Totila zu dessen Bekämpfung im Sommer 548 nach Süditalien. Er besiegte Johannes mehrmals, u. a. bei Rossano, das er einschloss. Die Besatzung Rossanos kapitulierte im Herbst 548, und Totila gliederte zahlreiche Angehörige dieser Garnison unter günstigen Konditionen in seine Streitkräfte ein. Im gleichen Jahr kehrte Belisar nach seiner Abberufung nach Konstantinopel zurück. Anfang 549 konnte Totila Perugia in seinen Besitz bringen. Er rüstete auch eine Flotte aus, die unter dem Oberbefehl des Überläufers Indulf u. a. das unter oströmischer Kontrolle stehende Dalmatien attackierte.
Etwa im Juli 549 zog Totila mit einer starken Armee erneut gegen Rom und ließ die Stadt belagern. Rom hatte ausreichende Nahrungsmittelvorräte von Byzanz erhalten; auch war der fähige Feldherr Diogenes mit 3000 Soldaten als Stadtkommandant geschickt worden. Totila eroberte den Hafen Portus und beherrschte damit den Unterlauf des Tiber. Am 16. Januar 550 fiel Rom durch den Verrat von isaurischen Wachen an der Porta Ostiensis, die wegen noch nicht ausgezahlten Soldes erbost waren, wiederum in die Hand der Goten. Wie Totila mit den Isaurern zur leichten Eroberung der Stadt vereinbart hatte, ließ er an einer anderen Stelle der römischen Stadtmauer einen vermeintlichen Angriff seiner Krieger durch Trompetenblasen vortäuschen und wurde inzwischen mit seinen Truppen durch die Porta Ostiensis eingelassen. Danach konnte er Rom widerstandslos besetzen, wobei die meisten römischen Einheiten zu ihm überliefen. Er verblieb nun längere Zeit in der Ewigen Stadt, die er wiederherstellen sowie mit Goten und Römern besiedeln ließ. Ferner durften die Senatoren aus Kampanien zurückkommen. Totila veranstaltete nun auch (die letzten) Spiele im Circus Maximus und formte einen aus Römern und Goten bestehenden Senat. Abermals versuchte er seine Anerkennung als Herrscher Italiens durch Justinian mittels der Entsendung einer Delegation zu erreichen, doch hörte der Kaiser die ostgotischen Gesandten nicht an und verweigerte Totila die einst Theoderich dem Großen verliehene Stellung gegenüber dem Byzantinischen Reich. Totila ließ daraufhin Münzen prägen, die sein Porträt mit kaiserlichem Diadem zeigten – ein klarer Affront gegen Justinian, der den Ostgotenkönig als Tyrannus (Usurpator) hatte proklamieren lassen.
In den beiden folgenden Jahren konzentrierten sich die Kämpfe der Ostgoten auf Süditalien. Der von Justinian 550 zur Leitung einer großen Offensive gegen Totila gesandte talentierte General Germanus starb noch im gleichen Jahr. Nach der Übergabe der Stadt Civitavecchia sicherte Totila diesen Erfolg durch die Mitnahme von Geiseln ab. Dann zog er etwa im Mai 550 gegen Rhegium und ließ es durch eine Heeresabteilung belagern. Andere ostgotische Truppen eroberten Tarent und Rimini. Der Ostgotenkönig selbst setzte mit dem Hauptheer nach Sizilien über, verwüstete die Insel und griff die stark befestigte Stadt Messina an. Er wollte sich damit für den Übertritt der Sizilianer auf die oströmische Seite rächen. Mit reicher Beute beladen begab er sich daraufhin wieder auf das italienische Festland, da ihn der Quästor Spinus über das Anrücken byzantinischer Armeen informiert hatte. Den Oströmern verblieben vorerst nur Ravenna und einige Küstenstädte.
Totila verfügte über eine starke Flotte und schickte 300 Kriegsschiffe nach Griechenland. Die Ostgoten plünderten Korfu und landeten an der Küste von Epirus, um bis nach Dodona und Nikopolis vorzudringen. Ferner gelang Totila die Eroberung der Inseln Korsika und Sardinien. Er versuchte den Byzantinern auch ihren Stützpunkt Ancona zu entreißen, indem er die Stadt gleichzeitig von der Landseite her belagern und von der Seeseite her durch 47 ostgotische Schiffe blockieren ließ. Der erfahrene byzantinische Feldherr Johannes kam mit einem etwa gleich starken Geschwader zum Entsatz der Stadt herbei und errang im Sommer 551 in der Seeschlacht von Sena Gallica einen entscheidenden Sieg über die in der Seekriegsführung unerfahrenen Ostgoten. Diese zogen nun von Ancona ab.

### Totilas Ende
Im Frühjahr 552 begann der oströmische Feldherr Narses, der nach dem Tod des Generals Germanus den Oberbefehl über die Kriegsführung im Westen übernommen hatte, im Auftrag des Kaisers eine großangelegte Landoffensive gegen Totila in Italien. Narses' Truppen – mit knapp 30.000 Elitesoldaten ein für spätantike Verhältnisse großes Heer – marschierten von Salona aus über den Balkan und rückten von Norden her in Italien ein. Auf Totilas Befehl war inzwischen Teja mit ostgotischen Elitetruppen in die Gegend des Po gezogen, um der byzantinischen Armee an diesem Fluss den Durchgang zu verlegen. Narses konnte aber die von fränkischen Verbänden besetzten Kastelle in Venetien sowie ostgotische Stellungen umgehen und auf sumpfigen Wegen entlang der Küste der Adria ziehend am 6. Juni 552 Ravenna erreichen. Nach neun Tagen Rast in dieser Stadt und dem Erhalt von Verstärkungstruppen zog er weiter über den Apennin.
Totila verweilte nahe Rom, bis Teja mit seinen Eliteverbänden zu ihm stieß. Dann marschierte er durch Tuszien gegen Narses. In den auf seinem Weg liegenden Städten ließ er sich Söhne adliger Familien übergeben, die er als Geiseln in die Gebiete nördlich des Po schickte. Bei Taginae nahe des heutigen Gualdo Tadino in Umbrien stieß er auf das oströmische Heer. Mit von Narses gesandten Unterhändlern vereinbarte er, dass die Schlacht in acht Tagen stattfinden sollte. Er machte aber schon am nächsten Morgen einen Angriff gegen den vom feindlichen Heer besetzten Hügel; seine Offensive wurde jedoch abgeschlagen. Daraufhin wartete er die Ankunft der letzten 2000 Reiter Tejas ab und führte inzwischen zur Überbrückung der Zeit im freien Raum zwischen den beiden Heeren im Königsornat seine Reit- und Fechtkunst vor. Nach dem Eintreffen von Tejas Kavallerie kam es zur Mittagszeit zur entscheidenden Schlacht von Busta Gallorum (Juli 552), die Totila mit einem Frontalangriff seiner Reiter eröffnete. Zahlreiche der anstürmenden Ostgoten wurden von den Pfeilen der oströmischen Bogenschützen getötet. Als sich die überlebenden Reiter zur Flucht wandten, stießen sie mit der nachrückenden Infanterie zusammen; ihre Reihen kamen dadurch in Unordnung. Ein Flankenangriff der oströmischen Panzerreiter kostete vielen weiteren Männern Totilas das Leben. Insgesamt fielen etwa 6000 Ostgoten und zahlreiche Italiker. Totila selbst wurde einer Version zufolge gleich zu Beginn der Schlacht durch einen Pfeil schwer verwundet, zog sich zurück und starb bald danach. Einer anderen, von Prokop für wahr gehaltenen Überlieferung zufolge sei er während der abendlichen Flucht mit fünf Begleitern durch den Speerstich eines ihn verfolgenden Gepiden tödlich verletzt worden. Sein Leichnam wurde von seinen Getreuen bei Caprara bestattet. Die Byzantiner, die angeblich durch eine in Caprara lebende Gotin den Ort von Totilas Grab erfuhren, öffneten es, nahmen der Leiche die blutgetränkten Kleider und Königsabzeichen ab und übergaben sie Narses. Dieser sandte sie weiter an den Hof Justinians in Konstantinopel.
Damit war der Plan zur Bildung eines ostgotischen Reichs in Italien zu Ende. Zwar konnten sich die Ostgoten unter ihrem letzten rex Teja noch einmal sammeln, dennoch bedeutete der Verlust eines Großteils der ostgotischen Reiterei auch das Ende des effektiven Widerstands.

## Nachwirkung

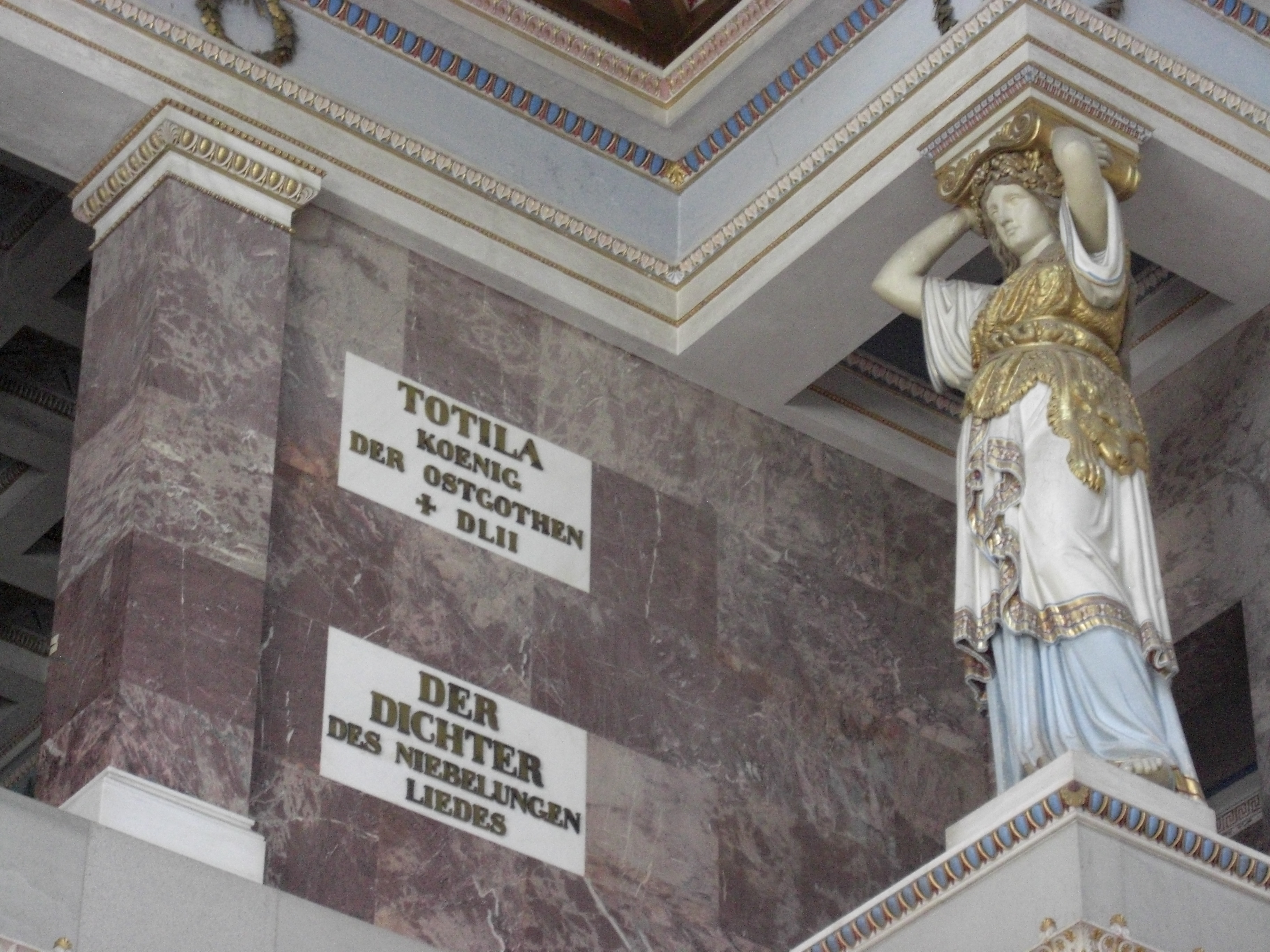
Erinnerung an Totila in der Walhalla

König Totila lebte später als Heldenfigur weiter – schon Prokopios von Caesarea und Jordanes versagten ihm nicht den Respekt, ebenso der deutsche Schriftsteller Felix Dahn in seinem 1876 erschienenen Historienroman „Ein Kampf um Rom“. In der modernen Forschung wird er hingegen vielfach differenzierter gesehen und weniger als germanischer Heros, sondern eher als typischer spätantiker Warlord verstanden.
Eine Gedenktafel für ihn befindet sich in der Walhalla in Donaustauf. Im Historienfilm Kampf um Rom wird Totila von Robert Hoffmann dargestellt.